# Lythria venustata
Lythria venustata là một loài bướm đêm trong họ Geometridae.